# Carpolobia gossweileri
Carpolobia gossweileri är en jungfrulinsväxtart som först beskrevs av Arthur Wallis Exell, och fick sitt nu gällande namn av E. Petit. Carpolobia gossweileri ingår i släktet Carpolobia och familjen jungfrulinsväxter. Inga underarter finns listade i Catalogue of Life.